# Prințesa Sarvath El Hassan
Prințesa Sarvath al-Hassan (născută Sarvath Ikramullah la 24 iulie 1947) este o prințesă iordaniană și soția Prințului Hassan bin Al-Talal de Iordania. S-a născut la Calcutta la 24 iulie 1947, membră a unei familii musulmane proeminente din subcontinentul indian.